# Virgen de San Francisco

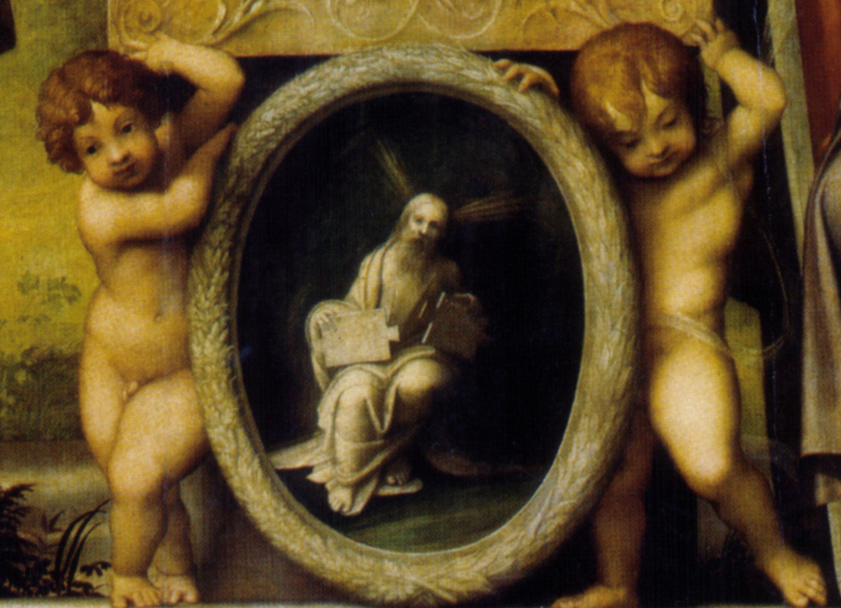
Detalle, los ángeles niños sosteniendo el óvalo.

La Virgen de San Francisco es un óleo sobre tabla de 299 x 245 cm de Correggio, datable entre 1514-1515 y conservado en la Gemäldegalerie de Dresde. Está firmado "Antonivs de Alegri F.[ecit]" en la rueda de Santa Catalina.

## Historia
El contrato para el retablo fue firmado el 30 de agosto de 1514 por el pintor de veinticinco años, con el consentimiento de su padre, ya que aún no estaba casado, y por el guardián del convento de los Frailes Menores de Correggio, dedicado a San Francisco, Fray Girolamo Cattania. El pago de la obra está registrado el 4 de abril de 1515, lo que demuestra la presteza con la que el pintor se dedicó a este primer encargo importante, el primero documentado con precisión en su carrera artística. El retablo probablemente estaba destinado a decorar el altar mayor de la iglesia de San Francisco, que era el lugar de enterramiento de los señores locales, los Da Correggio.
Poco antes de 1638, el retablo fue confiscado por Francisco I de Este y lo hizo transportar a Módena, al Palacio Ducal, junto con un grupo de otras cinco obras de Correggio reunidas en el territorio del ducado. En 1746 Francisco III, buscando maneras de ganar dinero, en un episodio conocido como uno de los empobrecimientos más importantes del arte italiano, vendió las cien obras más famosas de la Galería Estense, entre ellas varias de las obras de Correggio, al elector de Sajonia Augusto III, que desde entonces se conservan en Dresde.

## Descripción y estilo
El tema de la obra es la intercesión de María, de la que los franciscanos se convirtieron en promotores tras la definición del dogma de la Inmaculada Concepción en 1473. María, desde su alto trono terrenal, actúa como intermediaria entre su Hijo, sentado en su regazo, y San Francisco, inclinándose reverente a la izquierda, que representa el intercesor ante los fieles.
El esquema general es el de la sacra conversación, ambientada en un pórtico clasicista abierto a un paisaje, con cierta familiaridad arquitectónica en el incisivo diseño de los capiteles jónicos. Los santos presentes son a la izquierda Antonio de Padua (con el lirio y el libro), Francisco (con el hábito y los estigmas), y a la derecha Catalina de Alejandría (de pie sobre la ancha rueda dentada, con la espada, la palma del martirio y la corona puesta en el suelo apoyada de lado en el pedestal) y en primer plano Juan el Bautista (con su aspecto de ermitaño con la túnica corta de piel de cabra, anudada en el brazo, y la larga vara cruciforme), que mira directamente al espectador y señala, en su gesto típico, al Niño. Ligeras desviaciones en los planos anulan cualquier rigidez del esquema, acentuando la profundidad. Para cada santo se muestra el particular "movimiento del alma", según los preceptos de Leonardo da Vinci según los cuales un sentimiento corresponde a un movimiento del cuerpo y de los rasgos faciales. Este movimiento imperceptible, casi flotante, de las figuras crea un ritmo circular alrededor de la Virgen que su mano derecha suspendida en el aire parece querer amortiguar. En esta delicada polifonía de gestos y expresiones, subrayada por la hábil distribución de la luz cálida y matizada, así como en algunas citas precisas (como la mano suspendida de la Virgen), Correggio revela una profunda reflexión sobre las obras de Leonardo y logra un resultado que nada tiene que envidiar a los modelos más famosos de Rafael (Madona de Foligno, Madonna Sixtina) o los retablos contemporáneos de Andrea del Sarto (Madonna de las arpías).
Una gloria de querubines en forma de cabecitas infantiles con consistencia de nubes forma un arco sobre María y dos angelitos vuelan a cada lado, desnudos y ápteros dispuestos en un elegante contrapposto, mientras otros dos en la base del trono sostienen como pequeños atlantes un retrato de Moisés con las tablas de la ley en un óvalo simulando ser en grisalla. Se trata de una referencia precisa a la misión salvadora de Cristo, aclarada por el bajorrelieve de la banda roja inferior del pedestal rectangular del trono, que muestra la Creación del hombre, el Pecado Original y la Expulsión del Paraíso Terrenal. De hecho, la humanidad ante legem fue redimida del pecado por Moisés, iniciador de la era sub lege y prefigurador de Cristo, portador de la ley de la fraternidad: el mismo simbolismo y comparación entre el profeta y Cristo se encontraba en los frescos del siglo XV de la Capilla Sixtina.
Una finísima tira casi impalpable une el angelote áptero de la derecha con la espada de Catalina, una pieza de singular virtuosismo. El de la izquierda, de mejillas llenas, tiene una pose que aparece en los de numerosas obras atribuidas al maestro, referidas a estos años precisamente por comparación directa con el retablo.